# Omar da Rosa Santos
Omar da Rosa Santos (Rio de Janeiro, 20 de maio de 1940) é um médico brasileiro.
- Academia Nacional de Medicina[nota 1]
- Academia Brasileira de Médicos Escritores